# Pemphigonotus approximatus
Pemphigonotus approximatus är en tvåvingeart som beskrevs av Malloch 1931. Pemphigonotus approximatus ingår i släktet Pemphigonotus och familjen fritflugor. Inga underarter finns listade i Catalogue of Life.